# Olentangy
L'Olentangy (en anglais : Olentangy River ) est une rivière de l'État de l'Ohio, longue de 156 kilomètres, et un affluent de la Scioto, donc sous-affluent de l'Ohio.